# Яйцевід

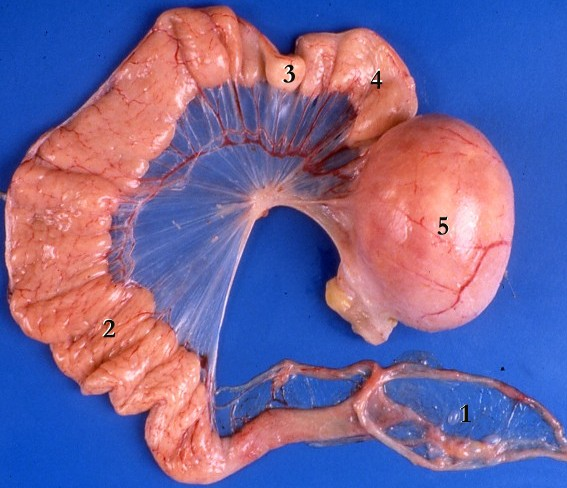
Яйцевід курки. 1 Infundibulum, 2 Magnum, 3 Перешийок (Isthmus), 4 Uterus, 5 Вагіна (Vagina) з яйцем усередині

Яйцевід (лат. oviductus) — канал, який слугує для виведення зрілих яєць або яйцеклітин, які утворюються в яєчниках самиць тварин. Як правило, яйцевід є парним органом, але у птахів, крокодилів і деяких хрящових риб одна або інша сторона органа не розвивається. Таким чином один яєчник і один яйцевід у цих тварин залишаються нефункціональними.
У всіх круглих червів, членистоногих, риб, окрім костистих, яйцевід не напряму з'єднаний із яєчником. Передня частина яйцеводу закінчується в вироподібному тілі, в якому збираються яйця. У самиць безщелепних яйцеводу немає: у них яєчник випускає яйця безпосередньо в порожнину тіла, звідки вони виходять назовні через спеціальні пори.
У початковій частині яйцеводу наземних та вторинноводних тварин зазвичай відбувається запліднення. Рух яйця по яйцеводу відбувається скороченням м'язових стінок або рухом війок миготливого епітелію.

## Морфологія

### У птахів
Птахи відносяться до яйцекладних тварин, серед них повністю відсутні яйцеживородні та живородні види. У самиць птахів розвивається лише лівий яєчник та лівий яйцевід. Редукція правого яєчника та правого яйцеводу пов'язана з неможливістю одночасного формування яєць у парних яєчниках. Лівий яйцевід (мюллерів канал) відкривається в порожнину тіла біля яєчника, а його потовщений задній відділ впадає в клоаку. Запліднення відбувається у передній частині яйцевода. Запліднена яйцеклітина за рахунок скорочення стінок яйцеводу просувається до клоаки, покриваючись оболонками, які виробляються залозистими клітинами. Від моменту попадання яйцеклітини до яйцеводу до відкладання яйця у різних видів птахів проходить від 12 до 48 годин.

### У земноводних
У земноводних, як і в дводишних, яйцевід є простою війчастою трубкою, вкриту слизовидільними залозами, які утворюють желе, що огортає яйцеклітину. У всіх інших хребетних зазвичай існує певний ступінь спеціалізації трубки, залежно від типу вироблених яєць.

### У риб
У хрящових риб яйцеводи парні, вони представляють собою довгі трубки, які, як і в усіх хребетних, за винятком кісткових риб, не з'єднані з яєчником, а відкриваються прямо в порожнину тіла загальним виром. Яйцеводи мають по округлому здуттю, всередині якого знаходиться шкаралупова залоза. Задні частини яйцеводів відкриваються в клоаку.
У костистих риб у процесі розвитку яйцевід спочатку атрофується, а потім утворюється вторинно, одним кінцем зростається з яєчником, а іншим — відкривається назовні.

### У червів
У війчастих червів від яєчників відходять два яйцеводи. Обидва яйцеводи з'єднуються в один канал — вагіну, який відкривається в клоаку. В яйцеводі запліднена яйцеклітина оточується довтковими клітинами і покривається шкаралупою. Особливості влаштування статевої системи у різних груп війчастих червів можуть сильно відрізнятися. Жіноча статева система круглих червів представлена двома яєчниками, які переходять у яйцеводи, які в свою чергу утворюють дві трубки матки. Ці трубки з'єднуються один з одним, у результаті чого утворюється вагіна, яка відкривається статевим отвором на черевній стороні.